# باشگاه فوتبال کولنه
باشگاه فوتبال کولنه (به انگلیسی: Colne Football Club) یک باشگاه فوتبال در شهر کولنه، کشور انگلستان است که در سال ۱۹۹۶ میلادی تأسیس شده‌است.